# 見能林町
見能林町（みのばやしちょう）は、徳島県阿南市の町名。2014年3月31日現在の人口は3,766人、世帯数は1,488世帯。郵便番号は〒774-0017。

## 地理
阿南市の北東部に位置し、津乃峰山系の東の平地に広がり打樋川が流れる。北は宝田町・富岡町・学原町・才見町、東は中林町、南は大潟町・津乃峰町に接する。
中央部をJR牟岐線と徳島県道130号大林津乃峰線が並行し、富岡町・津乃峰町へ通じる。JR見能林駅から徳島県道193号中林港線で中林町へ通じ、北の脇海水浴場の入口となる。

### 山岳
- 津乃峰山
- 鍛治ヶ峰

### 河川
- 打樋川

### 小字

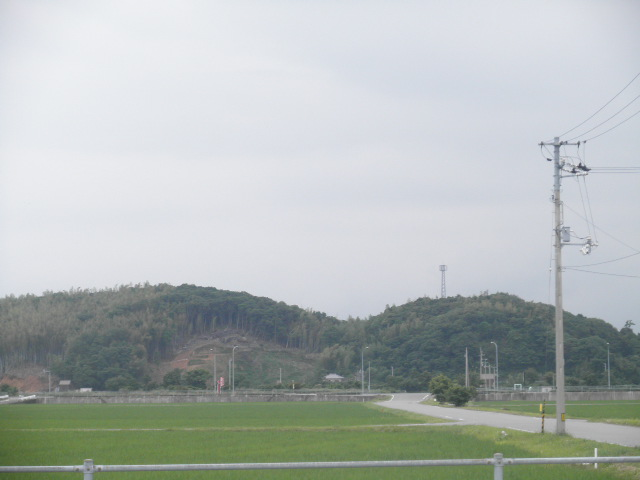
見能林町字青木

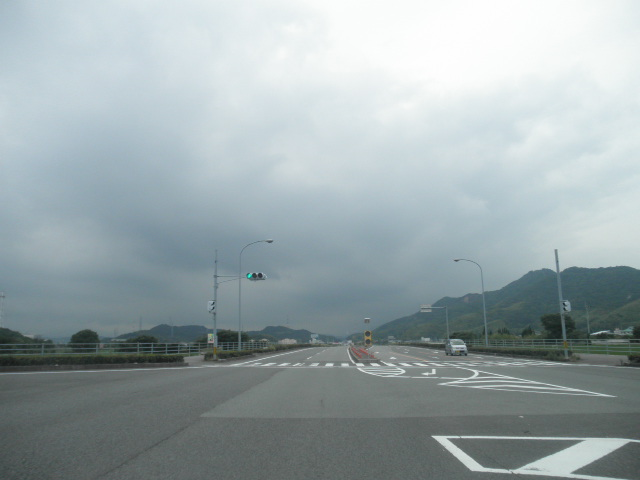
見能林町字林崎（阿南道路）

| - 青木 - いもじ原 - 岩崎 - 大坪 - 沖ノ須賀 - かご谷 - 柏野 - 上かうや - かやの - 勘高原 | - 北勘高 - 北野 - 北南林 - 九反ケ坪 - 小山ノ北 - 境 - 貞成 - 塩崎 - 塩屋 - 鹿ケ谷 | - 清水山ノ東 - 下かうや - 下志んじやく - 白かい谷 - 志んじやく - 新ばり - 大作半 - 高道 - 滝ノ下 - 築溜 | - 築溜枕 - 堤ノ内 - 寺ノ前 - どぶ石 - 長池ノ北 - 中かうや - 中村 - 西石仏 - 西内 - 西添 | - 猫谷 - 念仏免 - 花谷 - 浜浦 - 林崎 - 東石仏 - 東浦 - 東野 - 平石 - ふかんとふ | - ふちう - 古江 - 三谷 - 南勘 - 南浜田 - 南林 - 宮田 - 宮ノ内 - 六々 - 渡り瀬 |  |

## 歴史
見能方村は江戸期から町村制の施行された明治22年にかけては那西郡および那賀郡の村であった。寛文4年より那賀郡に属す。
明治22年に同郡見能林村の大字となった。昭和30年より富岡町の大字となる。昭和33年に阿南市が誕生し、大字・答島の一部と統合して現在の町名となる。

## 施設

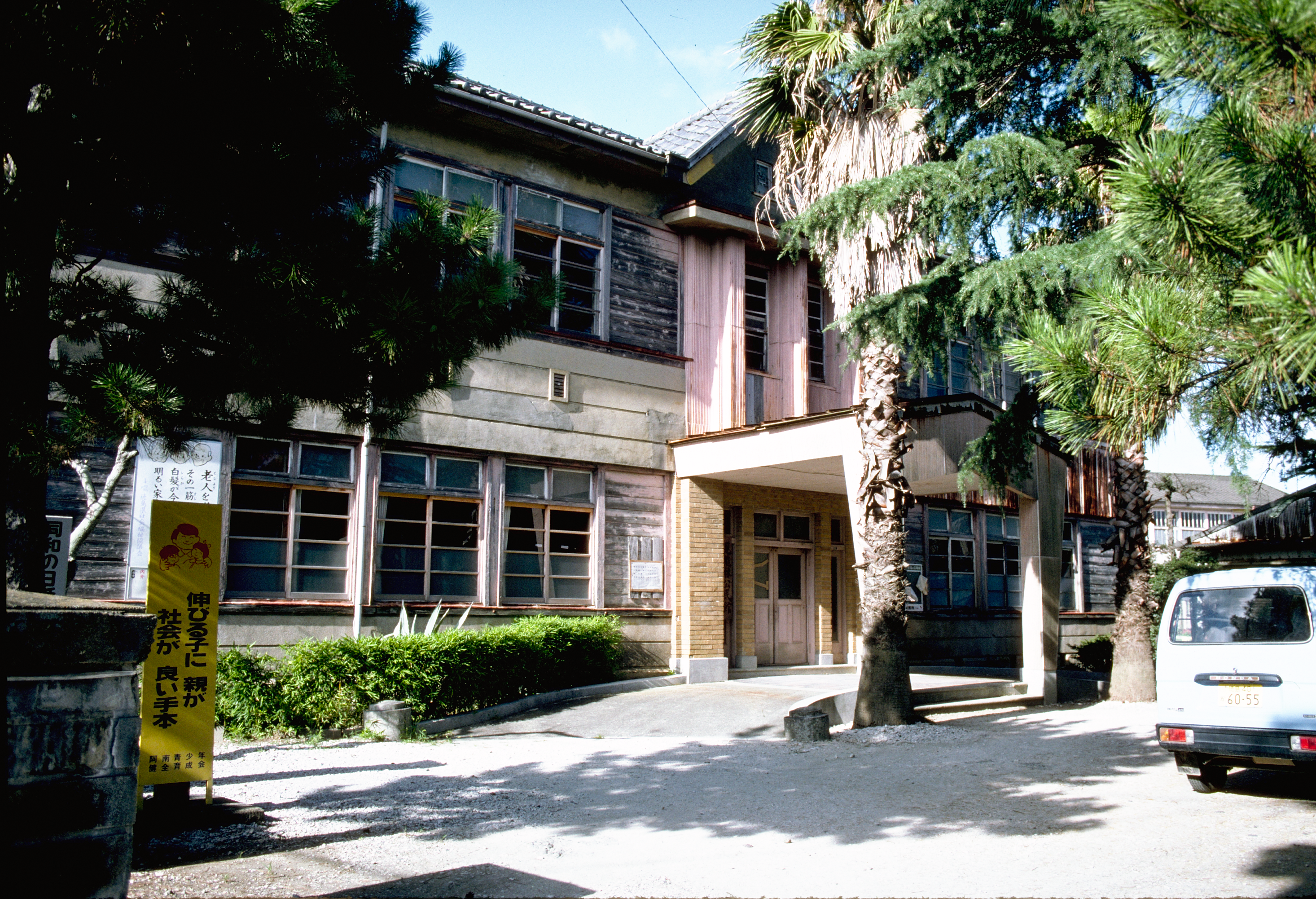
旧見能林公民館建物（1985年）

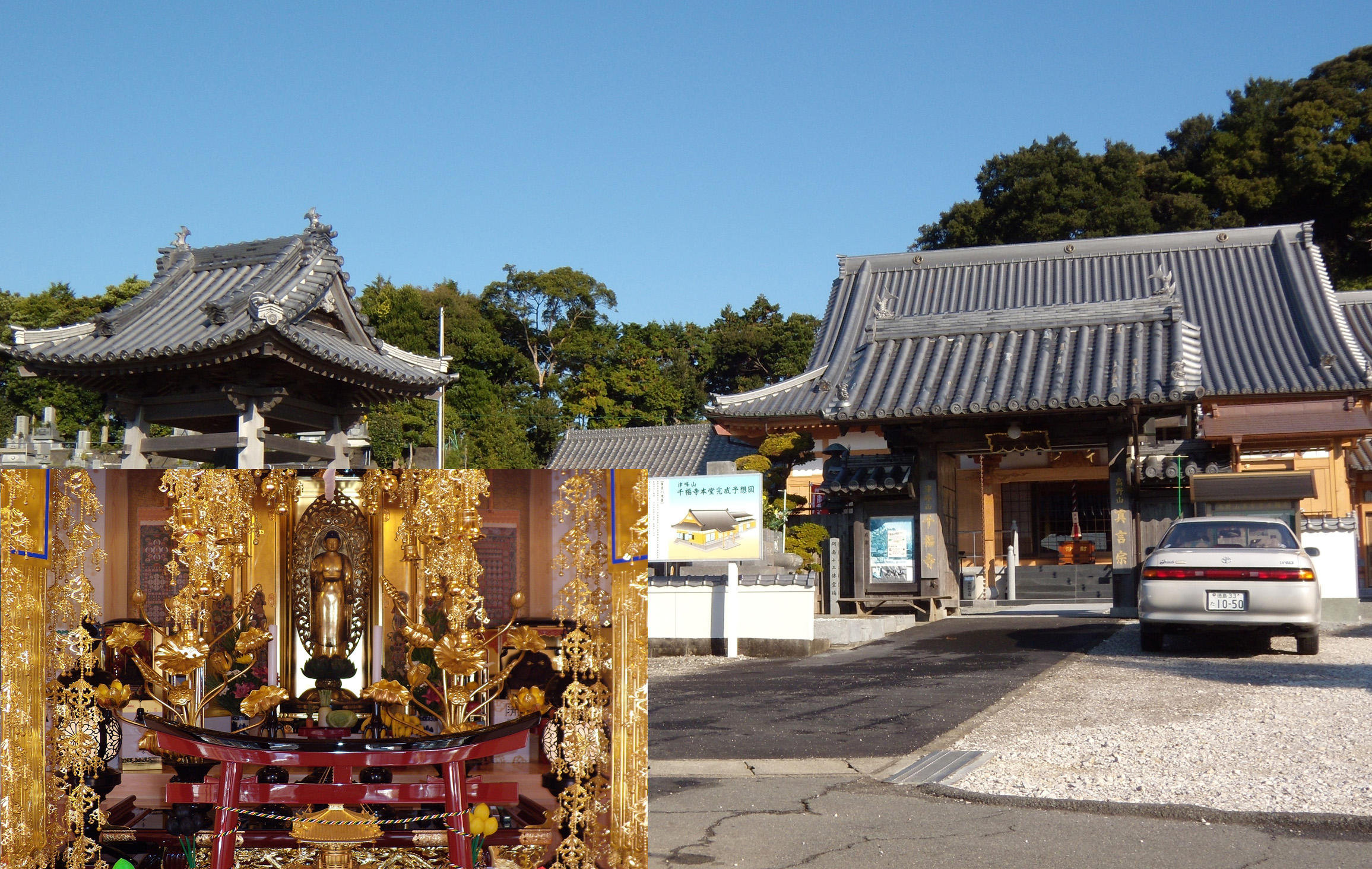
千福寺正面と普段は秘仏の本尊 薬師如来像（江戸時代）

- 阿南工業高等専門学校
- 阿南市立阿南中学校
- 阿南市立見能林小学校
- 見能林公民館
- 八幡神社
- 林崎正八幡神社
- 賀志波比売神社
- 千福寺（高野山真言宗）

## 交通

### 鉄道
四国旅客鉄道（JR四国）牟岐線が通り、見能林駅が設置されている。

### 道路
国道
- 国道55号（阿南道路）

都道府県道
- 徳島県道130号大林津乃峰線
- 徳島県道174号見能林停車場線
- 徳島県道193号中林港線
- 徳島県道285号戎山中林富岡港線
- 徳島県道402号阿南徳島自転車道線

一般自動車道
- 津峯スカイライン - 有料道路

### 路線バス
徳島バス・徳島バス南部
- 青木
- 阿南高専前
- 見能林駅前

## 出身の人物
- 吉野岩畄吉 - 元大相撲力士